# Địa lý Hàn Quốc

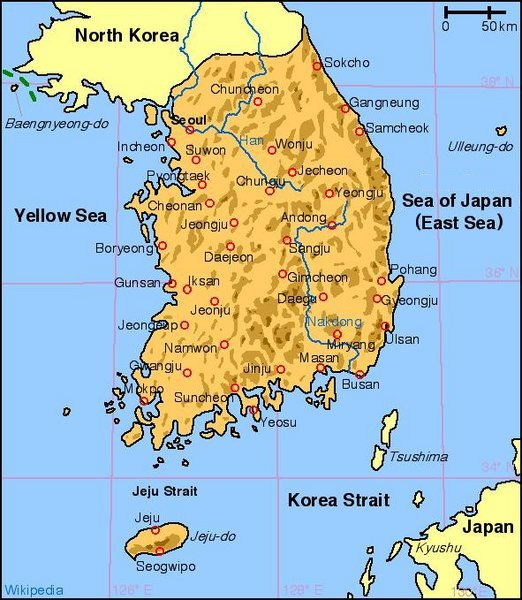
Bản đồ Hàn Quốc

Đại Hàn Dân Quốc nằm ở khu vực Đông Á, trên nửa phía nam của bán đảo Triều Tiên, phía đông châu Á. Quốc gia duy nhất có biên giới đất liền với Hàn Quốc là Bắc Triều Tiên, nằm ở phía bắc với 238 kilômét (148 mi) biên giới chạy dọc Khu phi quân sự Triều Tiên. Hàn Quốc chủ yếu được biển bao quanh và có 2,413 kilômét (1,499 mi) đường bờ biển dọc theo ba biển; phía tây là biển Hoàng Hải (biển Tây), phía nam là biển Hoa Đông và phía đông là biển Nhật Bản (được gọi là "biển Đông" ở Hàn Quốc). Về mặt địa lý, vùng đất của Hàn Quốc rộng khoảng 100,032 kilômét vuông (38,623 dặm vuông Anh). 290 kilômét vuông (110 dặm vuông Anh) của Hàn Quốc bị nước biển xâm lấn. Các tọa độ gần đúng là 37°Bắc và 128°Đông.

## Cương vực và biên giới

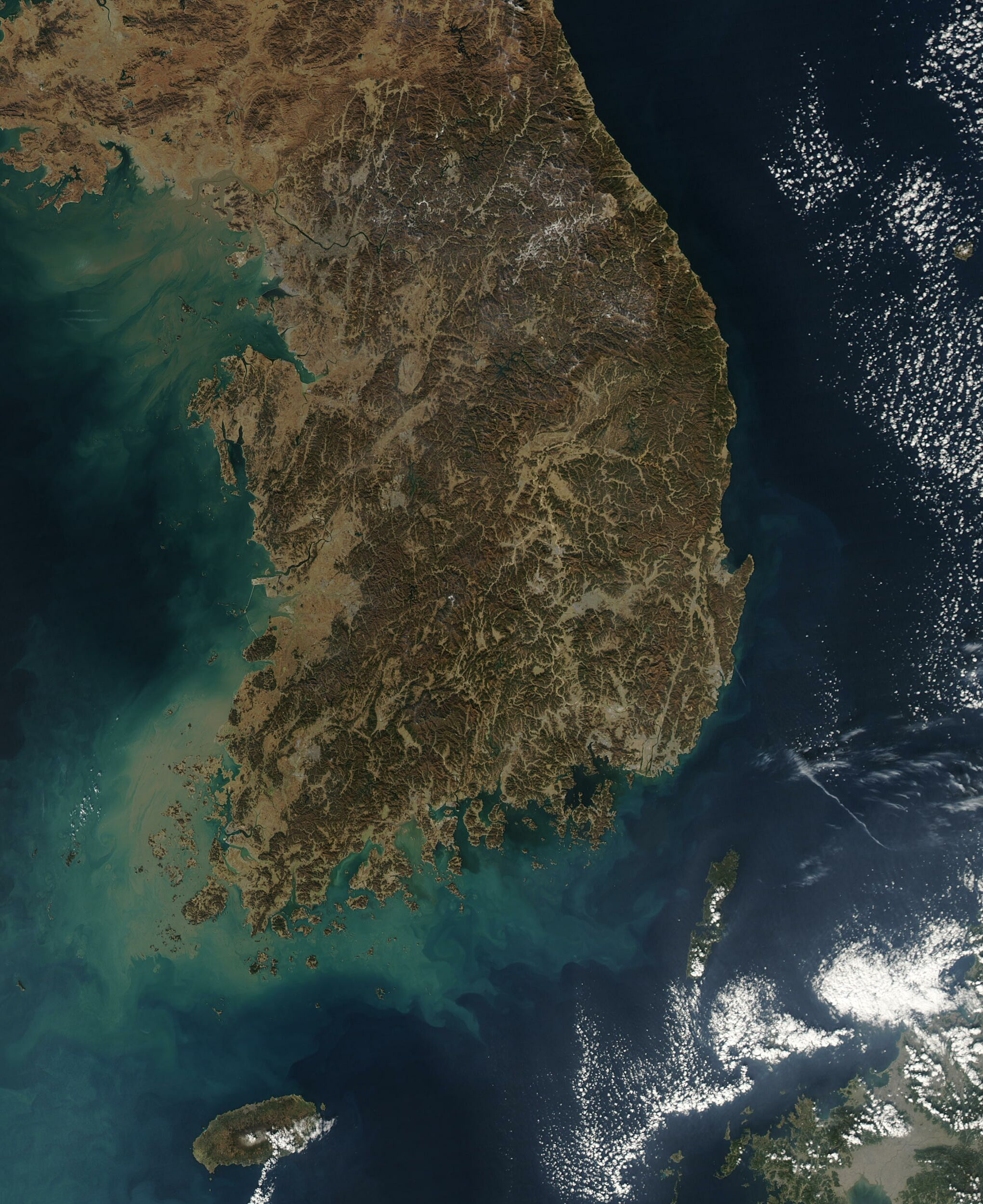
Hình ảnh vệ tinh của Hàn Quốc.

Bán đảo Triều Tiên trải dài về phía nam từ đông bắc của lục địa Á-Âu. Cách các đảo Honshū và Kyūshū của Nhật Bản khoảng 200 km (124 mi) ở phía đông nam qua eo biển Triều Tiên và bán đảo Sơn Đông của Trung Quốc cách 190 km về phía tây. Bờ biển phía tây của bán đảo này được bao quanh bởi các vịnh Triều tiên ở phía bắc, Hoàng Hải và eo biển Triều Tiên ở phía nam, phía đông bờ biển được bao quanh bởi biển Nhật Bản. Đường bờ biển dài 8 640 km khá mấp mô. Có 3 579 đảo nổi nằm gần bán đảo. Phần lớn trong số chúng nằm dọc theo bờ biển phía tây và nam.
Đường ranh giới giữa hai miền Triều Tiên là vĩ tuyến 38°. Sau chiến tranh Triều Tiên, khu phi quân sự Liên Triều (DMZ) được hình thành như là ranh giới giữa hai miền. Khu phi quân sự được canh gác cẩn mật, với một dải đất rộng 4.000 mét chạy dọc theo biên giới thành lập bởi những Hiệp định đình chiến Liên Triều, từ bờ biển phía đông sang bờ tây dài khoảng 241 km (238 km hình thành nên biên giới trên đất liền với Bắc Triều Tiên).
Tổng diện tích toàn bán đảo, bao gồm cả những hòn đảo, là 223,170 km². Khoảng 44.6% (98,477 km²) của trong tổng số này, trừ các khu vực trong khu phi quân sự là lãnh thổ của Hàn Quốc. Vùng lãnh thổ hợp nhất giữa Bắc Triều Tiên và Hàn Quốc có diện tích tương đương tiểu bang Minnesota của Mỹ hoặc Bồ Đào Nha hay Hungary.
Đảo lớn nhất Jeju-do, nằm ở góc tây nam của bán đảo và có diện tích 1,825 km². Các đảo quan trọng khác gồm Ulleung và Liancourt Rocks trong vùng biển Nhật Bản và đảo Ganghwa ở cửa Sông Hán.

## Địa hình và sông ngòi

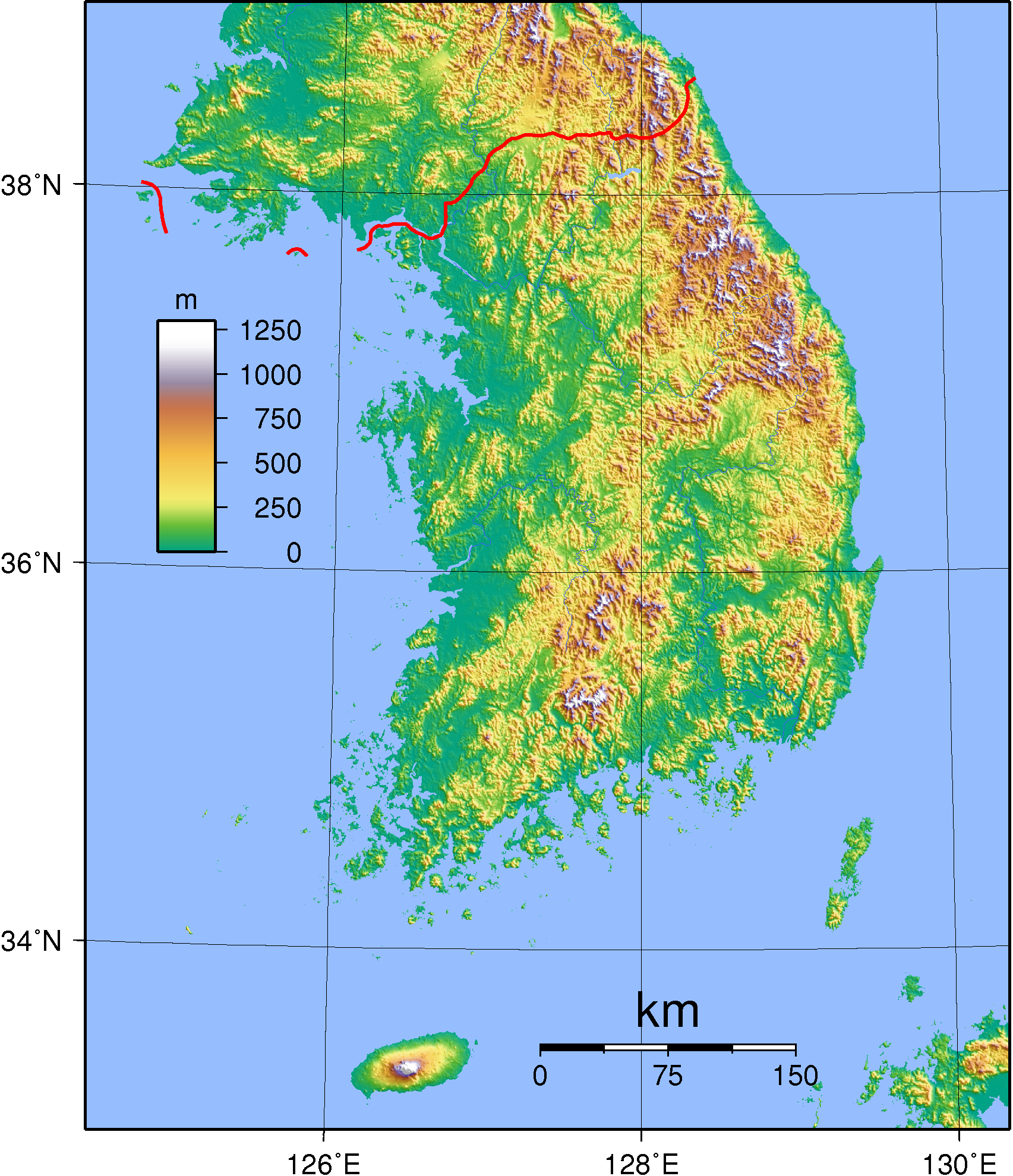
Địa hình của Hàn Quốc

Bản đồ hoạt động địa chấn ở Hàn Quốc từ thang 1/2000 - 9/2016 (M2.0 hoặc cao). Các chấm lớn chỉ M5.0 hoặc cao hơn.

Những vị khách từ vùng đất châu Âu đến nơi đây đã nhận xét bán đảo phía nam này giống như "mặt biển trong trận cuồng phong" bởi vì số lượng lớn các dãy núi cao ở khắp bán đảo. Những ngọn núi cao nhất nằm Bắc Triều Tiên. Đỉnh núi cao nhất ở Hàn Quốc Hallasan (1,950 m), đây là đỉnh của núi lửa tạo thành đảo Jeju. Ba dãy núi lớn của Hàn Quốc lần lượt là: Taebaek, Sobaek và Jiri.
Không giống như Nhật Bản hay các tỉnh phía bắc của Trung Quốc, địa chất bán đảo Triều Tiên tương đối ổn định. Không có núi lửa hoạt động (ngoại trừ núi Baekdu ở biên giới giữa Bắc Triều Tiên và Trung Quốc, hoạt động gần đây nhất năm 1903), và không có trận động đất mạnh. Tuy nhiên vẫn có các ghi chép lịch sử ghi nhận mô tả núi lửa hoạt động trên núi Halla trong triều đại Goryeo (918-1392).
Hàn Quốc không có các vùng đồng bằng rộng, các vùng đất thấp là sản phẩm của hoạt động xói mòn núi. Khoảng 30% lãnh thổ Hàn Quốc là các vùng đất thấp, phần còn lại bao gồm vùng cao và những ngọn núi. Phần lớn các vùng đất thấp nằm dọc theo bờ biển, đặc biệt là bờ biển phía tây và dọc theo con sông lớn. Đồng bằng quan trọng nhất là đồng bằng sông Hán nằm xung quanh vùng thủ đô Seoul và Pyeongtaek ở ven biển phía tây nam của Seoul, các lưu vực sông Geum, sông Nakdong, Yeongsan và Honam ở phía tây nam. Một dải đồng bằng hẹp ven biển chạy dọc theo bờ biển phía đông.
Sông Nakdong là sông dài nhất của Hàn Quốc (521 km), sông Hán chảy qua Seoul dài 514 km và sông Geum dài 401 km. Các con sông lớn khác bao gồm Imjin, chảy qua cả hai miền và chung một cửa sông với sông Hán, sông Bukhan - một nhánh của sông Hán cũng chảy từ Bắc Triều Tiên sang và sông Somjin. Các con sông lớn chảy từ bắc tới nam hoặc đông sang tây và chảy vào Hoàng Hải hoặc eo biển Triều Tiên. Chúng có xu hướng rộng và nông, và thay đổi độ rộng vào mùa nước lên.
Trong những năm đầu của thế kỷ 20 , đặc biệt là thời gian trong và sau của Thế Chiến II và phải kể đến nhất là chiến tranh Triều Tiên, nhiều khu rừng của Hàn Quốc đã bị chặt và phá , dẫn đến các vấn đề về lũ lụt và xói mòn đất. Sự kết hợp của những nỗ lực tái trồng rừng (ví dụ như Arbor day đã được tổ chức như một ngày lễ quốc gia bắt đầu từ năm 1949) và chính sách được thiết kế để giảm thiểu việc sử dụng củi như một nguồn năng lượng (ví dụ như hạn chế của dòng củi vào Seoul và các thành phố lớn khác bắt đầu từ năm 1958) giúp châm ngòi cho một sự phục hồi trong những năm 1950. Chương trình trồng rừng toàn diện bắt đầu từ những năm 1970 và tiếp tục vào cuối những năm 1990 giúp gia tăng diện tích rừng, độ che phủ rừng đạt đến mức cao nhất 65% diện tích lãnh thổ vào năm 1980, ngược lại với mức thấp 35% trong năm 1955.
Thông tin cho rằng Bắc Triều Tiên đã xây dựng một con đập đa năng rất lớn tại Geumgangsan (1,638 m) phía bắc khu DMZ đã gây ra nhiều lo sợ ở Hàn Quốc vào giữa năm 1980. Cơ quan chức Hàn Quốc sợ rằng một khi hoàn thành, một đợt xả nước đột ngột của đập nước vào sông Pukhan có thể làm ngập Seoul và làm tê liệt cảvùng thủ đô. Trong năm 1987, Đập Geumgangsan là một vấn đề lớn mà Seoul đã tìm cách nêu ra trong các cuộc đàm phán với Bình Nhưỡng. Mặc dù Seoul đã hoàn thành một "Đập Hòa bình" trên sông Pukhan để chống lại các mối đe dọa tiềm tàng của dự án đập của Bình Nhưỡng trước khi diễn ra Olympics 1988, Bắc Triều Tiên dường như vẫn đang ở trong giai đoạn đầu của việc xây dựng vào năm 1990.
Tuyên bố Lãnh hải:
Lãnh hải: 12 hải lý (22,2 km; 13,8 mi); giữa 3 hải lý (5,6 km; 3,5 mi) và 12 hải lý (22,2 km; 13,8 mi) ở eo biển Triều Tiên.
Vùng tiếp giáp: 24 dặm (44.4 km; 27.6 mi)
Vùng đặc quyền kinh tế: 200 dặm (370.4 km; 230.2 mi)
Thềm lục địa: không quy định
Điểm cao:
Điểm thấp nhất: Mực nước biển 0 m
Điểm cao nhất: Hallasan 1.950 m

## Khí hậu

Bản đồ khi hậu Hàn Quốc theo Hệ thống Phân loại khí hậu Köppen.

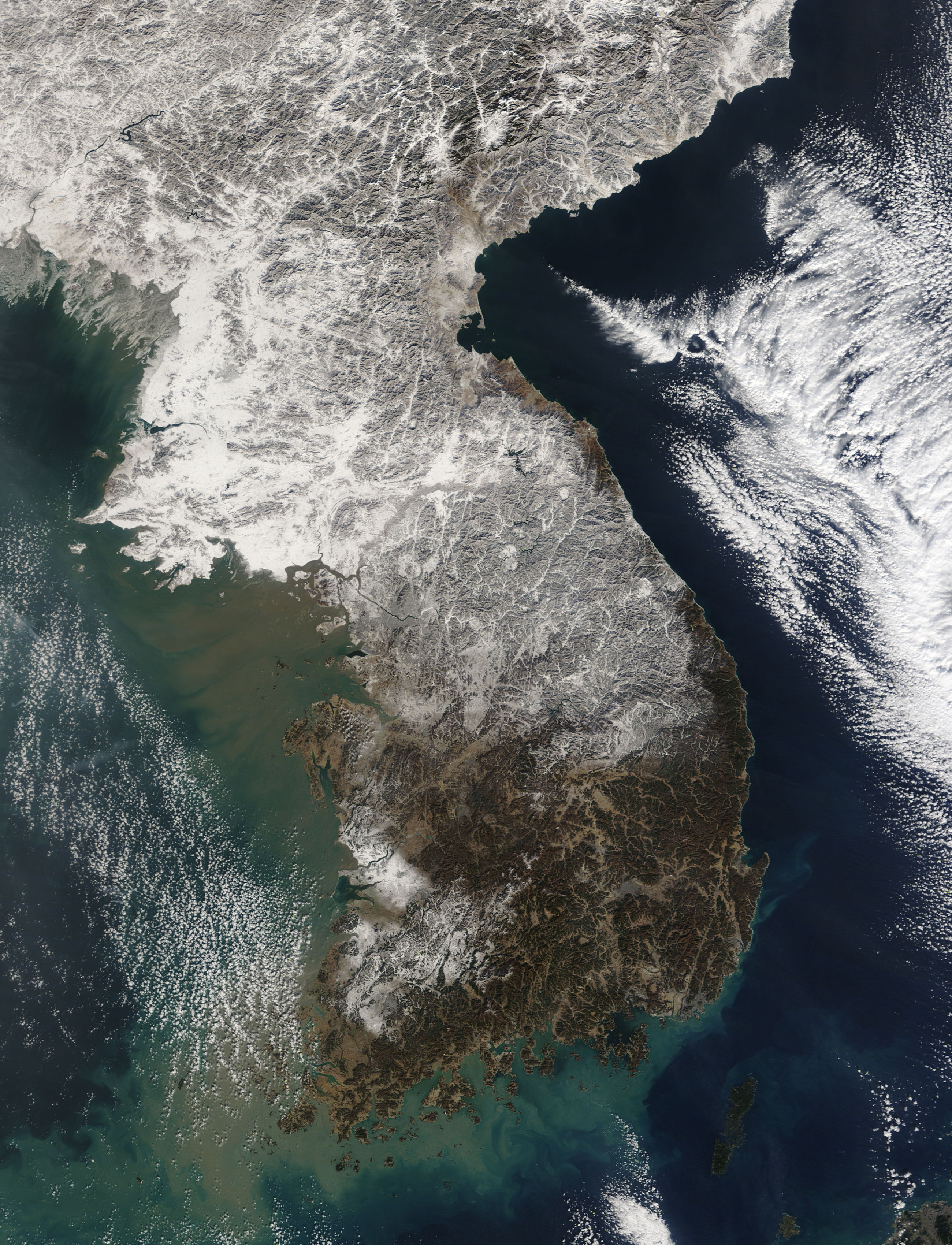
Ảnh vệ tinh của Hàn Quốc vào ngày 3/5/2010, trước khi tuyết rơi kỷ lục kể từ năm 1937 tại khu vực Seoul.

Là một phần của Đới khí hậu gió mùa Đông Á, Hàn Quốc có khí hậu ôn đới với bốn mùa rõ rệt. Sự di chuyển của lượng không khí từ lục địa châu Á gây ảnh hưởng lớn hơn tới thời tiết của Hàn Quốc so với không khí chuyển động từ Thái Bình Dương. Mùa đông thường dài , lạnh và khô ráo. Trong mùa hè ngắn, nóng và ẩm ướt. Mùa xuân và mùa thu là dễ chịu, nhưng rất ngắn. Nhiệt độ trung bình của Seoul trong tháng Giêng là -5 đến -2,5 °C (23,0-27,5 °F). Trong tháng 7, nhiệt độ trung bình là khoảng 22.5 đến 25 °C (72,5-77,0 °F). Do ở vùng phía Nam và có biển bao xung quanh , Đảo Jeju có thời tiết ấm và dễ chịu hơn so với các vùng khác của Hàn Quốc. Nhiệt độ trung bình trên đảo Jeju khoảng từ 2,5 °C (36,5 °F) trong tháng Giêng đến 25 °C (77 °F) trong tháng 7.
Đất nước này nói chung có đủ mưa để duy trì sản xuất nông nghiệp của mình. Hiếm khi nào mưa ít hơn 750 milimét (29,5 in)in) trong năm. Phần lớn các năm đều có lượng mưa trên 1.000 milimét (39,4 in) in). Tuy nhiên, lượng mưa có thể thay đổi từ năm này sang năm khác. Hạn hán nghiêm trọng xảy ra khoảng 8 năm 1 lần. Đặc biệt là ở phần phía tây nam - nơi sản xuất lúa gạo của cả nước. Khoảng 2/3 lượng mưa hàng năm xảy ra giữa tháng 6 và tháng 9.
Hàn Quốc có ít bão hơn so với Nhật Bản, Đài Loan hay bờ biển phía đông của Trung Quốc và Philippines. Có từ 1-3 cơn bão mỗi năm. Bão thường đổ bộ vào Hàn Quốc vào cuối mùa hè, đặc biệt là trong tháng 8. Nó gây ra những cơn mưa xối xả, lũ lụt. Và cũng thỉnh thoảng gây ra những thiệt hại lớn như làm sạt lở đất, do địa hình phần lớn của đất nước là núi .
Đồ họa các mùa có thể được trình bày như bên dưới:
| Tháng    | 12            | 1             | 2             | 3             | 4             | 5             | 6    | 7    | 8    | 9    | 10     | 11     |
| -------- | ------------- | ------------- | ------------- | ------------- | ------------- | ------------- | ---- | ---- | ---- | ---- | ------ | ------ |
| Mưa      | KHÔ /CÓ TUYẾT | KHÔ /CÓ TUYẾT | KHÔ /CÓ TUYẾT | KHÔ /CÓ TUYẾT | KHÔ /CÓ TUYẾT | KHÔ /CÓ TUYẾT | MƯA  | MƯA  | MƯA  | MƯA  | MƯA    | MƯA    |
| Nhiệt độ | LẠNH          | LẠNH          | LẠNH          | LẠNH          | NÓNG          | NÓNG          | NÓNG | NÓNG | NÓNG | NÓNG | MÁT MẺ | MÁT MẺ |
| Mùa      | Lạnh/ Khô     | Lạnh/ Khô     | Lạnh/ Khô     | Lạnh/ Khô     | Nóng/ Khô     | Nóng/ Khô     | Mưa  | Mưa  | Mưa  | Mưa  | Mưa    | Mưa    |

| Dữ liệu khí hậu của Hàn Quốc | Dữ liệu khí hậu của Hàn Quốc | Dữ liệu khí hậu của Hàn Quốc | Dữ liệu khí hậu của Hàn Quốc | Dữ liệu khí hậu của Hàn Quốc | Dữ liệu khí hậu của Hàn Quốc | Dữ liệu khí hậu của Hàn Quốc | Dữ liệu khí hậu của Hàn Quốc | Dữ liệu khí hậu của Hàn Quốc | Dữ liệu khí hậu của Hàn Quốc | Dữ liệu khí hậu của Hàn Quốc | Dữ liệu khí hậu của Hàn Quốc | Dữ liệu khí hậu của Hàn Quốc | Dữ liệu khí hậu của Hàn Quốc |
| Tháng                        | 1                            | 2                            | 3                            | 4                            | 5                            | 6                            | 7                            | 8                            | 9                            | 10                           | 11                           | 12                           | Năm                          |
| ---------------------------- | ---------------------------- | ---------------------------- | ---------------------------- | ---------------------------- | ---------------------------- | ---------------------------- | ---------------------------- | ---------------------------- | ---------------------------- | ---------------------------- | ---------------------------- | ---------------------------- | ---------------------------- |
| Cao kỉ lục °C (°F)           | 23.6 (74.5)                  | 24.5 (76.1)                  | 28.2 (82.8)                  | 33.7 (92.7)                  | 37.4 (99.3)                  | 38.0 (100.4)                 | 39.9 (103.8)                 | 41.0 (105.8)                 | 37.5 (99.5)                  | 32.1 (89.8)                  | 28.0 (82.4)                  | 23.3 (73.9)                  | 41.0 (105.8)                 |
| Thấp kỉ lục °C (°F)          | −32.6 (−26.7)                | −27.9 (−18.2)                | −23.0 (−9.4)                 | −14.6 (5.7)                  | −4.7 (23.5)                  | −1.7 (28.9)                  | 4.4 (39.9)                   | 3.3 (37.9)                   | −2.3 (27.9)                  | −9.9 (14.2)                  | −18.7 (−1.7)                 | −26.8 (−16.2)                | −32.6 (−26.7)                |
| Nguồn:                       |                              |                              |                              |                              |                              |                              |                              |                              |                              |                              |                              |                              |                              |